# Граменохория
Граменохорията (на гръцки: Μαστοροχώρια) е планинска местна общност западно от Янина, северен Пинд, със средище село Грамено, по което дължи и името си.
Граменохорията включва още 16 села от които според гръцки източници 9 села са със славянобългарски имена, но реално на всички етимологията им е среднобългарска:
1. Грамено;
2. Зоодохос (дем Зица) със старо име Чудила;
3. Анаргири със старо име Брабори;
4. Лофискос (дем Зица) със старо име Чергиани;
5. Петралона (дем Зица) със старо име Добро;
6. Перати;
7. Вагенити (виж Вагенетия)
8. Полилофо със старо име Кобиляни;
9. Лигос (дем Зица) със старо име Муспина;
10. Ликостани със старо име Подгора;
11. Асвестохори (дем Зица) със старо име Лиоко;
12. Концика;
13. Мармара (дем Зица) със старо име Садовища;
14. Костанани;
15. Пчина;
16. Драгопса и
17. Левкотеа (дем Зица) със старо име Араховица.